# انتخابگرنشین کلن
انتخابگرنشین کلن (به آلمانی: Kurköln)، یکی از شاهزاده‌نشین‌های امپراتوری مقدس روم طی قرون وسطی بود که در قرن ۱۰ میلادی گرفت و تا قرن ۱۹ میلادی به حیات خود ادامه داد و طی این مدت توسط الکتو-شاهزاده‌ها اداره می‌شد. مرکز این الکتور، شهر کلن بود.